# Haringvliet

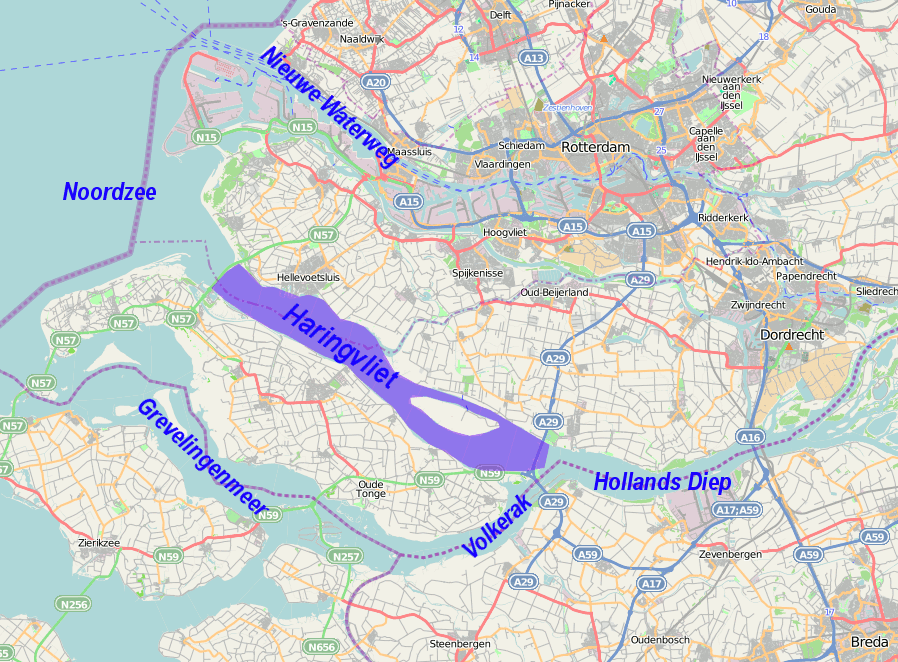
Lage des Haringvliets

Der Haringvliet ist ein küstennahes Binnengewässer in den Niederlanden (Zuid-Holland). Die seit 1970 abgedämmte einstige Meeresbucht trennt die einstigen Inseln Voorne-Putten und Hoeksche Waard im Norden von Goeree-Overflakkee im Süden. Der Haringvliet ist 28 Kilometer lang und zwischen 795 und 3150 Meter breit. Die mittlere Tiefe beträgt NAP-8m, die tiefste Stelle (bei Middelharnis) NAP-39m. Über den Haringvliet und die Sielanlagen des Sperrwerks erreichen der Hauptmündungsarm des Rheins, im untersten Abschnitt Nieuwe Merwede genannt, und die Maas gemeinsam die Nordsee. Ein weiteres Gewässer des Rhein-Maas-Deltas, die Spui, verbindet das Haringsvliet mit der Oude Maas (Hoeksche Waard und Voorne-Putten). Im Haringvliet liegt die Insel Tiengemeten.

## Entstehung und Veränderungen
Vor dem Jahr 1200 waren Voorne und Flakkee noch eine zusammenhängende Insel. Dann riss 1216 eine Sturmflut die Bucht des Haringvliet ins Land, und später entstand weiter landeinwärts das Hollands Diep. Damals hieß das Haringvliet ebenfalls Flakkee, erst im 19. Jahrhundert bekam es seinen heutigen Namen. 1970 wurde der Haringvliet im Rahmen des Deltaplans mit dem Haringvlietdamm von der Nordsee getrennt und damit ein Teil des untersten Rheinlaufs, der seitdem erst beim Sperrwerk das Meer erreicht.

## Umweltsituation und Gegenmaßnahmen
Durch die Eindeichung süßte der Haringvliet aus, und die Gezeiten entfielen. Das marine bis brackische Ökosystem ging verloren. Weil der Biesbosch im Mündungswinkel von Rhein und Maas nicht mehr regelmäßig überflutet wurde, ging der Schilfgürtel zugrunde. Verschiedene Fischarten verschwanden fast gänzlich aus den betroffenen Gewässern. Die Einleitung organischer Abwässer aus der intensiven Viehhaltung in Noord-Brabant führte zu einer Vergiftung durch Blaualgen, der viele Vögel zum Opfer fielen.
1991 wurden Untersuchungen eingeleitet, wie sich ein Öffnen der Strömungstore auf den Haringvliet auswirken würde. Wollte man für ein Flussdelta typische Bedingungen wiederherstellen, dürften die Fluttore, wie an der Oosterschelde, nur bei Hochflut geschlossen sein. 2003 beschloss das Kabinett die sogenannte Spalt-Lösung, das bedeutet, dass die Tore bei auflaufender Flut nur spaltbreit geöffnet werden, um ein Übergangsgebiet zwischen Salz- und Süßwasser zu schaffen. Interessengemeinschaften fordern vom Staat Entschädigungen, um die inzwischen gebaute Süßwasserinfrastruktur von Zeeland an die Rückkehr der Gezeiten anzupassen. Spaltweise geöffnet werden die Fluttore ab 2018, von Umweltstudien begleitet. Mit der teilweisen Öffnung hofft man, wieder ein Brackwasserbiotop entstehen lassen zu können, die Schlammablagerungen zu vermindern und die Wasserqualität zu verbessern.
Zuvor waren Süßwasserentnahmestellen für die Landwirtschaft und die Trinkwassergewinnung zu verlegen sowie ein Überwachungsnetzwerk und Schutzbauten gegen Überflutungen zu schaffen. Das Salzwasser darf höchstens eine Linie von der Spuimündung nach Middelharnis erreichen.
Für den Pegel Moerdijk ist ein Mindestwasserstand von NAP=0 einzuhalten. Wie bisher wird aber bei Niedrigwasser des Rheins (unter 1100 m³/s am Pegel Lobith) das Sperrwerk geschlossen, um das Wasser der Nieuwe Merwede und der Maas in den Hauptschifffahrtsweg, den Nieuwe Waterweg, gelangen zu lassen.

## Quelle
- Haringsvliet Actuele informatie - Rijkswaterstaat: Haringsvlietschleuse